# Lifeforms (альбом Angels & Airwaves)
Lifeforms — шестой студийный альбом рок группы Angels & Airwaves, официально выпущенный 22 сентября 2021 года, почти через 7 лет после своего предшественника The Dream Walker.
Это первый альбом группы с новым басистом Мэттью Рубано, а также и первая запись после возвращения гитариста Дэвида Кеннеди с момента выпуска Love: Part Two в 2011 году. Вместе с этим, однако, Кеннеди в записи альбома участия не принимал.
Также это самый короткий по продолжительности альбом группы — многие песни здесь по своей длительности не превышают 4 минут, что ранее для её творчества было исключением.
7 из 10 песен альбома были выпущены до его выхода в качестве синглов, из-за чего даже при высоких отзывах музыкальной прессы фанатами группы альбом был встречен довольно прохладно.

## Список композиций
Вся музыка написана Томом Делонгом, Иланом Рубиным, Aароном Рубиным и Мэттью Рубано.
| №  | название                  | длительность |
| -- | ------------------------- | ------------ |
| 1  | Timebomb                  | 3:58         |
| 2  | Euphoria                  | 4:24         |
| 3  | Spellbound                | 4:17         |
| 4  | No More Guns              | 2:40         |
| 5  | Losing My Mind            | 3:52         |
| 6  | Automatic                 | 3:23         |
| 7  | Restless Souls            | 3:47         |
| 8  | Rebel Girl                | 3:46         |
| 9  | A Fire in a Nameless Town | 3:33         |
| 10 | Kiss & Tell               | 4:08         |

Бонус трек для Японии
| №  | название                | длительность |
| -- | ----------------------- | ------------ |
| 11 | All That's Left is Love | 4:04         |

## Участники записи
- Том Делонг — вокал, гитара
- Илан Рубин — ударные, гитара, клавишные, бэк-вокал, бас-гитара (в песнях Rebel Girl и Kiss & Tell)
- Мэттью Рубано — бас-гитара (везде, кроме Rebel Girl и Kiss & Tell)

Соло-гитарист группы Дэвид Кеннеди участия в создании альбома не принимал.